# 夏爾一世·德·吉斯

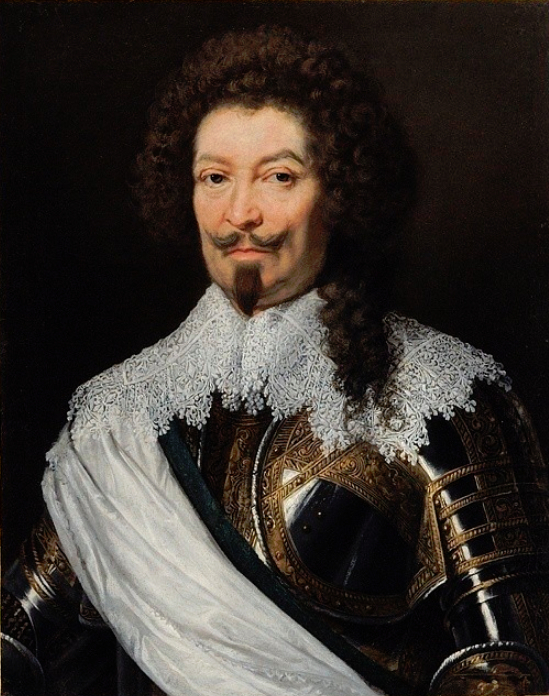
吉斯公爵夏爾的肖像畫

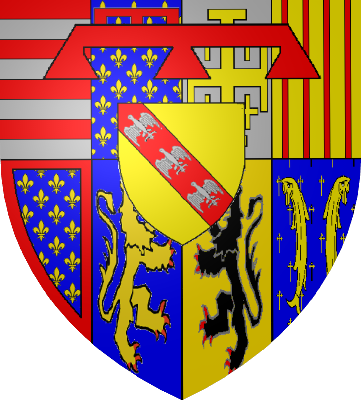
吉斯公爵的纹章

夏尔·德·洛林，第四代吉斯公爵（Charles de Lorraine，4me Duc de Guise，1571年8月20日—1640年9月30日）是一名法国贵族，吉斯公爵。
夏尔·德·洛林为吉斯公爵亨利一世之子。其父被法国国王亨利三世杀害后，他也在布卢瓦被捕，关押在图尔，直到1591年西班牙军队侵入法国时才趁機逃脱，擔任香檳省省長。此時他也擔任名義上的王家管家（Grand Master of France），此職從1588年繼承自其父。
夏尔·德·洛林是最后一位拥有巨大政治影响的吉斯家族成员。憑藉父親的恩德威信，一部分信奉天主教的法国民众希望他与西班牙国王腓力二世的長女──比夏爾大四歲的伊莎貝爾·克拉拉·歐亨妮亞公主结婚，并在腓力二世支持下继承法国王位。然而，當敵對的亨利四世（出身波旁家族、1593年從胡格諾教改信天主教）多次戰勝夏爾的叔父馬耶那公爵夏爾（天主教聯盟主帥）並皈依天主之後，情勢對夏爾越來越不利，當時各勢力紛紛反對夏爾當法王，首先是叔父馬耶那公爵因嫉妒姪子而加以反對，再如多數的法國人因愛國心而反對西班牙勢力操控法國。當亨利王進入巴黎並廣受歡迎之後，夏爾接受祖母與嬸嬸的勸導，在1594年接受亨利四世的收買而對亨利宣誓效忠，交換條件是亨利付他四十万里弗的年金，拥有维持四支卫队的权力，並改任他為普羅旺斯省長（但同時卸去王家管家的顯職）。此外他还得到兰斯大主教区及五个富有的修道院，年金加起来又是笔可观数字。洛林公爵仿效这位年轻亲戚，於1594年11月4日和法王达成和议，放弃了聯盟，将图勒和凡尔登归还给法国，换取九十万克朗。
歸順後他從自立的法國貴族埃佩農手中奪得馬賽，又在1600年擊敗薩伏依公爵卡洛·埃曼努埃萊一世，佔領尼斯；之後他被授職黎凡特基地的海軍上將。
在路易十三执政初期，他在军队中为国王效力，帮助镇压造反的新教徒。后来他支持王太后玛丽·德·美第奇反对首相黎塞留，结果失败，1631年被迫逃到意大利。从此吉斯家族的势力尽被黎塞留摧毁。1640年夏爾過世後，他的妻子兒女在1643年獲准返回法國，次子亨利領回了被沒收的財產與地產，於同年繼承公爵之位，是為吉斯公爵亨利二世。
- 妻子：亨麗埃特·嘉芙蓮·德·茹瓦約斯（英语：Henriette Catherine de Joyeuse），1611年结婚

| 夏爾一世·德·吉斯 洛林家族梅斯家族的分支出生于：1571年8月20日逝世於：1640年9月30日 | 夏爾一世·德·吉斯 洛林家族梅斯家族的分支出生于：1571年8月20日逝世於：1640年9月30日 | 夏爾一世·德·吉斯 洛林家族梅斯家族的分支出生于：1571年8月20日逝世於：1640年9月30日 |
| 法國貴族爵位                                                                      | 法國貴族爵位                                                                      | 法國貴族爵位                                                                      |
| --------------------------------------------------------------------------------- | --------------------------------------------------------------------------------- | --------------------------------------------------------------------------------- |
| 前任者： 夏爾·德·洛林                                                             | 謝夫勒斯公爵 1574年–1606年                                                        | 繼任者： 克洛德                                                                   |
| 前任者： 亨利一世·德·洛林                                                         | 吉斯公爵 儒安維爾親王 伊尤伯爵 1588年–1640年                                      | 繼任者： 亨利二世·德·洛林                                                         |
| 前任者： 亨麗埃特·嘉芙蓮                                                          | 茹瓦約斯公爵 1611年–1640年                                                        | 繼任者： 路易                                                                     |